# Kabai Lóránt
Kabai Lóránt (k.kabai lóránt) (Miskolc, 1977. március 23. – 2022. október 25. előtt) költő, író, szerkesztő, kritikus, vizuális művész. Írói álneve: Spiegelmann Laura.

## Életpályája
1993-tól kezdve rendszeresen publikált. Verseit, prózáit és fordításait közölte többek között az Időjelek, a Magyar Műhely, az Új Forrás, az Új Holnap, a Sárkányfű, a Kortárs, az Alföld, az Élet és Irodalom, a Palócföld, az Árgus, a Kalligram, A Hét, a Puskin Utca, az Ex Symposion, a Jelenkor, a Holmi, a 2000, a Beszélő és a Nagyvilág.
2002-ben megkapta a Takács Etel Pedagógiai Alapítvány díját, 2006-ban a Móricz Zsigmond-ösztöndíjat, 2011-ben pedig az NKA alkotói ösztöndíját. 2016-ban elnyerte a Fiatal Írók Szövetsége által frissen alapított Csáth Géza-díjat. 2019-ben Sziveri János-díjat kapott, továbbá a V4 Irodalmi Rezidensprogram ösztöndíjasa Pozsonyban. 2020-ban Miskolc városa Szabó Lőrinc irodalmi díjban részesítette, valamint az első alkalommal meghirdetett Erzsébetvárosi Irodalmi Ösztöndíj egyik nyertese lett. Zemlényi Attilával közösen írt Vasgyári eklógák című darabja a Miskolci Nemzeti Színház Miskolc 200 drámapályázatának megosztott első díját kapta 2022-ben.
Kritikáit, recenzióit, esszéit, tanulmányait, riportjait és interjúit a Magyar Műhely, az Iskolakultúra, az Új Holnap, a Magyar Narancs, a Palócföld, az Új Forrás, az A7, a Spanyolnátha, a Prae.hu, az Élet és Irodalom, a Népszabadság és a Csillagszálló közölte.
1995-ben a miskolci Időjelek folyóirat szerkesztője; 2006–2007-ben a József Attila Kör kortárs irodalmi könyvsorozata, a JAK-füzetek egyik sorozatszerkesztője (szerkesztőtársa Mizser Attila volt); 2007 és 2017 között a Műút folyóirat szépirodalmi és képregényrovatát, illetve a Műút portált szerkesztette; 2007–2013-ban a Szoba Kiadó, 2008–2012-ben a Palatinus Kiadó külső munkatársa.
2006-ban, majd 2013–2017 között a Deákpoézis és a Málik Roland-díj zsűritagja; 2011–2017 között vezetője a Műút Szöveggyár-táborának. 2017-ben a Független Mentorhálózat mentora.
Számtalan hazai és külföldi csoportos kiállításon szerepelt grafikákkal, fotókkal, festményekkel, kollázsokkal és mail art munkákkal; számos önálló kiállítása volt.
Saját és az ÜljLeBélaSzedekLevest Munkacsoporttal, illetve Béki Istvánnal közös akciókkal, happeningekkel és performanszokkal jó néhány kiállítás megnyitóján, művészeti fesztiválokon és önálló esteken szerepelt. Diafilmjét, videóit önálló esteken és kiállításmegnyitókon mutatta be. Kocka és a haverok című comic strip-sorozatát 2007-ben A Hét közölte, 2011-től A Vörös Postakocsi Online-on, 2012-től a KULTer.hu-n folytatódott a sorozat.
Tagja volt a Bruthalia Alkotókörnek (1997-től), a Fiatal Írók Szövetségének (FISZ, 1999–2002; 2016–), a József Attila Körnek (JAK, 2002–2007; 2014–), az Erőmű Kortárs Művészeti Egyesületnek (2004-től), a Szépírók Társaságának (2007-től), és a Bázis magyar irodalmi és művészeti egyesületnek (2020-tól). A Szép Költők Társasága elnöke 2002–2003 között.
2022. október 22-én budapesti lakásáról ismeretlen helyre távozott, a rendőrség keresni kezdte. Október 25-én bejelentették halálhírét.
2023. május 17-én emlékhelyet avattak tiszteletére a budapesti Hunyadi téren.

## Tanulmányok
- 1997–2002: Miskolci Egyetem, Bölcsészettudományi Kar, magyar nyelv és irodalom szak (diploma; a szakdolgozat témája: Kemény István költészete)
- 2003–2006: Miskolci Egyetem, Irodalomtudományi Doktori Iskola, Modern magyar irodalom PhD-program (abszolutórium; kutatási terület: a magyar neoavantgárd művészet, Hajas Tibor munkássága)

## Írói, költői munkásság

### Kötetei
- Holdfogyatkozás [versek, Laczkó László rajzaival], Új Bekezdés, Miskolcz [!], 1994
- nem kijárat (esőkönyv) [versek és grafikák], Balassi Kiadó, Budapest, 2003[8]
- hiba nincs [versek], Szoba Kiadó, Miskolc, 2006[9]
- Édeskevés [regény Spiegelmann Laura álnéven], Magvető Kiadó, Budapest, 2008
- klór (versek valakinek és bárkinek) [versek és fotók], Szoba Kiadó – JAK – Prae.hu, Miskolc–Budapest, 2010
- avasi keserű [versek], Szoba Kiadó, Miskolc, 2013
- semmi szín [versek], Tiszatáj Alapítvány, Szeged, 2016 (Tiszatáj könyvek)
- Horizont [versek, Kabai Csabával és Kabai Zoltánnal közösen], Prae Kiadó, Budapest, 2020
- moaré [versek és fotók, 2018–2020], Joshua Könyvek, Budapest, 2021
- el sem kezdett versek [versek és fotók, posztumusz kötet], Prae Kiadó, Mission Art Galéria, Nimue Kiadó, Budapest, 2024

### Fontosabb antológiák
- Első hangon, Új Bekezdés, Miskolc, 1993 (Új Bekezdés Könyvek, 10.)
- Sajnos István szövegei, Artpool Művészetkutató Központ, Budapest, 1995
- Bársonyosan, Ongai Kulturális Egyesület, Onga, 1999
- Mégse légyott (egy szerelmi háromszög íméljei), Miskolci Operafesztivál Kulturális Szolgáltató Kht., Miskolc, 2004
- eger2005@parnasszus.hu, Parnasszus Kiadó – Egri Junior Parnasszus Műhely Egyesület, Budapest–Eger, 2005
- Szép versek 2008, Magvető Kiadó, Budapest, 2008
- Szép versek 2010, Magvető Kiadó, Budapest, 2010

## Szerkesztői munkásság

### Folyóiratok
- Időjelek, 1995
- Bruthalia, 1997–2017
- Műút, 2007–2017

### Fontosabb könyvek
- Kultúrák között, Interkulturális Hallgatói Öntevékeny Csoport – ME BTK Modern Magyar Irodalomtörténeti Tanszék, Miskolc, 2004. [Deák Istvánnal és Mizser Attilával közösen]
- JAK-füzetek (2006–2007; 12 kötet, Mizser Attilával közösen)
- Egészrész (fiatal költők antológiája), JAK–L'Harmattan, Budapest, 2007
- Kupcsik Lidi: a k a, Szoba Kiadó, Miskolc, 2008
- Zemlényi Attila: Apacsok, Szoba Kiadó, Miskolc, 2008
- Perneczky Géza: Rózsák nyesése (Bolyongás a művész–galerista–műgyűjtő háromszögben), Műút-könyvek, Miskolc, 2008
- Selma Lagerlöf: Jeruzsálem (ford.: Gergely Jolán), Palatinus, Budapest, 2008
- Csobánka Zsuzsa: Bog, Szoba Kiadó, Miskolc, 2009
- Próbaidő [prózaantológia], Palatinus, Budapest, 2009 [Reményi József Tamással közösen]
- Békés Pál: Érzékeny útazások Közép-Európán át, Palatinus, Budapest, 2010
- Ayhan Gökhan: Fotelapa, JAK – Prae.hu, Budapest, 2010
- Nemes Z. Márió: Bauxit, Prae.hu – Palimpszeszt, Budapest, 2010
- Kiss Noémi: Fekete-fehér (Tanulmányok a fotográfia és az irodalom kapcsolatáról), Műút-könyvek, Miskolc, 2011
- Sántha József: Talányaink összessége (Válogatott kritikák és tanulmányok, 2007–2010), Műút-könyvek, Miskolc, 2011
- feLugossy László: Kitömve, Szoba Kiadó, Miskolc, 2011
- Perneczky Géza: 3 megfigyelés feLugossy László művészetéről, Műút-könyvek, Miskolc, 2012
- Ujj Zsuzsi: Versek és dalok, MissionArt Galéria, Budapest, 2012
- Kubiszyn Viktor: Foglaltház (Zónaregény), Jószöveg Műhely Kiadó, Budapest, 2013
- Bela Duranci: Önéletrajz Kondor Bélával (Naplójegyzetek 1963–2008), MissionArt Galéria – Miskolci Galéria Városi Művészeti Múzeum, 2013

## Vizuális művészet

### Önálló kiállítások
- Erre, arra, semerre, TIT Kazinczy Klub, Miskolc, 1996. március 23 – április 20.
- „sapkakiállítás”, Parttalan Kulturális Műhely, Városi Művelődési Központ, Mezőkövesd, 1997. szeptember 12. [megnyitotta: Molnár Gábor]
- Cím nélkül, Teleki Tehetséggondozó Kollégium, Miskolc, 1997. október 8 – november 8. [megnyitotta: Zemlényi Attila; felolvasott: Nyilas Atilla]
- „szeptember végén”, Irodalmi Szalon, Miskolc, 1998. szeptember 25. [megnyitotta: Pető Tóth Károly]
- OKtóber, Parttalan Kulturális Műhely, Városi Művelődési Központ, Mezőkövesd, 1998. október 24. [megnyitotta: Molnár Gábor]
- nagyítás, stb., Ifjúsági és Szabadidő Ház, Miskolc, 1999. május 25 – június 18. [megnyitotta: Szigeti Csaba; performansz: 2/3 ÜljLeBéla; bazseva: Sityu Úr]
- totálbrutál, Art6 Galéria, Más Klub, Eger, 2000. október 11 – november 19. [megnyitotta: Mándoki György; performansz: ÜljLeBélaSzedekLevest Munkacsoport]
- talált szövegek, MASE-tanya, Békéscsaba, 2005. augusztus 5–7. [a IX. Csalánleves Fesztiválon]
- Rajzok messziről, MissionArt Galéria, Miskolc, 2009. június 11–21.
- firkák. Felesleges, Pepita Ofélia Bár, Budapest, 2013. szeptember 26 – október 26.
- pont, MissionArt Galéria, Miskolc, 2013. október 10–23.; Roham, Budapest, 2013. november 4–30.
- rájátszás, Grand Café, Szeged, 2014. április 9–29.
- Festmények, MissionArt Galéria, Budapest, 2015. március 23–31.
- Újabb festmények, Rácskert, Budapest, 2015. november 21 – december 28.
- Hommage à Spiegelmann Laura [Nónay Gáborral közösen], KisPrésház, Budapest, 2020. szeptember 17 – november 2.
- Fotók, MissionArt Galéria, Budapest, 2021. augusztus 31 – szeptember 17.; Gödöllői Városi Könyvtár és Információs Központ, 2021. október 1–13.

### Fontosabb csoportos kiállítások

#### Magyarországon
- Vizuális költészet 1985–1995, Balatoni Múzeum, Keszthely, 1995. július 14–27.
- Hommage à Bartók, Városi Művelődési Központ, Szentendre, 1995. november 12–28.
- Tábori levelezőlap Moholy-Nagy László 100. születésnapjára, Hatvany Lajos Múzeum, Hatvan, 1995. december 13–30.
- XVIII. Országos Grafikai Biennále, Miskolci Galéria, Miskolc, 1996. június 30 – október 29.
- Elektrografika 1997, Bernáth Galéria, Marcali, 1997. április.
- XXVII. Észak-magyarországi Fotóművészeti Szemle, A Művelődés Háza, Sárospatak, 1997. október 11–22.
- Közép-kelet-európai képeslap 3., Vaszary Képtár, Kaposvár, 1997. november 6–30.
- Eredeti és/vagy másolat, Csokonai Terem, Kaposvár, 1998. december 7–21.
- Kép és szöveg, Magyar Fotográfiai Múzeum, Kecskemét, 1998. december 11 – 1999. február 10.[10]
- Láb-beli dolgok, Artpool P60, Budapest, 1999. október 18–30.[11]
- Miskolci Téli Tárlat, Miskolci Galéria, Miskolc, 1999. december 18 – 2000. január 16.
- GÁZ 2000, Vajda Lajos Stúdió Pinceműhelye, Szentendre, 2000. december 10–30.
- Tavaszi futás, Műcsarnok, Budapest, 2002. március 21.
- I love 3P (magyar művészek trikolor munkái)], Artpool P60, Budapest, 2003. május 23 – június 3.
- Parabélyeg – A művészbélyeg négy évtizede a fluxustól az internetig, Szépművészeti Múzeum, Budapest, 2007. március 23 – június 24.

#### Külföldön
- Mirror of Netland, State Gallery, Besztercebánya, Szlovákia, 1997. május 7 – június 29.
- 100. Geburstages von Bert Brecht, Kunstkeller, Annaberg-Buchholz, Németország, 1998. február 10 – május 6.
- Packaging art, Du Vague á l’art, Luxembourg, Luxemburg, 1998. május–október.
- Open world — Visions of the new ere, NUBS Gallery, Belgrád, Jugoszlávia, 1998. június 29 – július 29.
- Libri d’Artista e poesia visiva, Sala Ex Finale, Castel San Pietro Terme, Olaszország, 1998. augusztus 29 – szeptember 16.[12]
- Farbäquator, Edition Ljub, Chemnitz, Németország, 1998. október.
- Money, money, Palace of arts, Lviv, Ukrajna, 1998. október 16 – november 30.
- Death Archiválva 2005. augusztus 30-i dátummal a Wayback Machine-ben, Drolet, Montréal, Kanada, 1999.
- My head is mirror of art, Tower Clock, Besztercebánya, Szlovákia, 1999. június – szeptember.
- Mail Art Towards The New Millenium, The Philatelic Museum of Oaxaca, Oaxaca, Mexikó, 1999. december 16 – 2000. április 2.
- Crosses of the Earth, Museo de Arte Contemporaro, Santiago de Chile, Chile, 2000. január 17–26.[13]
- Man & Princess — Who's driving the car?, Hatásfok Galéria, Temesvár, Románia, 2000. április 3–17.
- The reflection of the moon, Gallery Ost West, Riehen Basel, Svájc, 2000. április 8–20.
- Elettrografia (Ambizioni dell’elettrografia negli anni ’90 in Ungheria), Accademia d’Arte, Pisa, Olaszország, 2000. október 21 – november 21.
- Icon — Diva — Cult — Hero — Star, Fan Mail, Echternach, Luxemburg, 2001–2002[14]
- Libro d’Artista, Spazio Arte Contemporanea Sperimentale, Quiliano, Olaszország, 2005. szeptember 1–10.
- Scents:Locks:Kisses, Kunstencentrum Z33, Hasselt, Belgium, 2005. október 1 – 2006. január 8.[15]

### Fontosabb akciók, performanszok, happeningek
- Kiállítom a barátaimat, 1-es villamos, Tiszai Pályaudvar – Erzsébet tér, Miskolc, 1996. március 23.
- Kapaszkodom, hogy ti is állva maradjatok, Erzsébet tér, Miskolc, 1996. március 23.
- Süllyedt?, R-klub, Műszaki Egyetem, Budapest, 1997. április 19. [a Titanic fesztiválon]
- Valami foglalás, Diósgyőri vár, Miskolc, 1997. június 13. [a Miénk a vár fesztiválon; az ÜljLeBélaSzedekLevest Munkacsoporttal]
- „rendhagyó irodalmi est az encsi alkotótáborban”, Középiskolai Kollégium, Encs, 1997. július 16. [az 1997-es encsi képzőművészeti alkotótáborban; Csatlós Eszterrel]
- A Béla három nővére, A Közművelődés Háza, Tatabánya, 1998. július 1. [az I. Kortárs Művészeti Fesztiválon; az ÜljLeBélaSzedekLevest Munkacsoporttal]
- „nem megy jobban”, Más klub, Eger, 1999. február 18. [az ÜljLeBélaSzedekLevest Munkacsoporttal]
- Juhász Gyula utolsó fényképe?, Eszterházy Károly Tanárképző Főiskola Pinceklubja, Eger, 1999. április 28. [a Szikra Mozi koncertjén]
- „rossz nyelvek szerint…”, Más klub, Eger, 2000. március 25. [a Bruthalia lapszámbemutatóján]
- totálbrutál, Más Klub, Eger, 2000. október 14. [az ÜljLeBélaSzedekLevest Munkacsoporttal; az azonos című kiállítás megnyitóján]
- intarzia, MASE-tanya, Békéscsaba, 2005. augusztus 6. [a IX. Csalánleves Fesztiválon]
- Vajúdás, MODEM Dóm, Hajógyári Sziget, Budapest, 2008. augusztus 14. [a Sziget 2008. Fesztiválon; Béki Istvánnal]
- meg sem, CD-butik, Miskolc, 2009. június 12. [a Miskolci Földalatti rendezvénysorozat keretén belül]
- vakdalok, Grand Café, Szeged, 2011. február 24.
- csak vonal, Nyitott Műhely, Budapest, 2011. november 14.
- annyi és az, Litera-tábor, Tata, 2013. június 20. [Bocsi Eszter táncművésszel közösen]

### Filmek
- (a lány...) [diafilm], 1995[16]
- Gyűrűk és idomok [videó; Takács J. Attilával és Csatlós Eszterrel közösen], 1999[17]
- a latin betűk [videó; Takács J. Attilával közösen], 2000[18]
- Dolgok [kisjátékfilm; író; rendezte: Horváth Edina], Plaza Real, 2010[19]
- Giro per Venezia [fotóanimáció, videó], 2010[20]
- A nyulaknak annyi, mi? [videó], 2008–2010[21]

## Díjai
- A Miskolci Nemzeti Színház Miskolc 200 drámapályázatának megosztott első díja (Zemlényi Attilával közösen, 2022)
- Szabó Lőrinc irodalmi díj (2020)
- Sziveri János-díj (2019)
- Csáth Géza-díj (2016)
- Takács Etel Pedagógiai Alapítvány díja (2002)

## Fontosabb írások róla, interjúk vele
- Székelyhidi Zsolt: Korlátlan lehetőség, Élet és Irodalom, 1996. január 5.
- Tandori Dezső: Ők költők költők költők költők költők költ, Új Könyvpiac, 2003. július–augusztus.[22]
- Szigeti Csaba: Rakki Tai és Mono No Aware, www.litera.hu, 2003. szeptember.[23]
- Kemény István: Ikerkönyvek, Litera, 2007. február 25.[24]
- Pollágh Péter: „Ilyen hülye a hangom”, Prae.hu, 2008. március 27.[25]
- Pelesek Dóra: Velencéről nem lehet beszélni, Prae.hu, 2008. június 25.[26]
- Tallér Edina: A hangommal kezdenék még valamit, Prae.hu, 2010. szeptember 14.[27]
- Antal Balázs: „...van egy kijárat”, A Vörös Postakocsi Online, 2010. szeptember 16.[28]
- Sántha József: De miért klór?, Revizor, 2010. szeptember 23.[29]
- Nagy Bernadett: Hogyan beszélgessünk versekkel..., Litera, 2010. szeptember 26.[30]
- Borbély Szilárd: Maró anyag, Élet és Irodalom, 2010. október 8.[31]
- Mizser Attila: Most van soha, Népszabadság, 2010. november 20., 18.
- Bazsányi Sándor: Négy lekötött kalóz, Holmi, 2011. május, 658–663.
- Keresztury Tibor: Miskolc fölött az ég, Litera, 2013. szeptember 26.[32]
- Tandori Dezső: Mondd tovább, Új Könyvpiac, 2013. december, 7.